# Ness megye
Ness megye az Amerikai Egyesült Államokban, azon belül Kansas államban található. Megyeszékhelye és legnagyobb városa Ness City. Lakosainak száma 2687 fő (2020. április 1.). Ness megye Trego, Hodgeman, Ellis, Rush, Pawnee, Gove, Finney és Lane megyékkel határos.

## Népesség
A megye népességének változása:
| Lakosok száma | 3107 | 3128 | 3082 | 3073 | 3005 | 2687 |
|               | 2010 | 2011 | 2012 | 2013 | 2015 | 2020 |